# 表情包

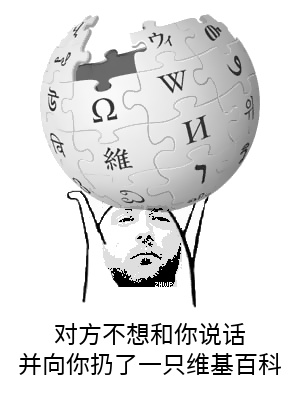
以维基百科标志和创始人吉米·威尔士为题材制作的一张表情图

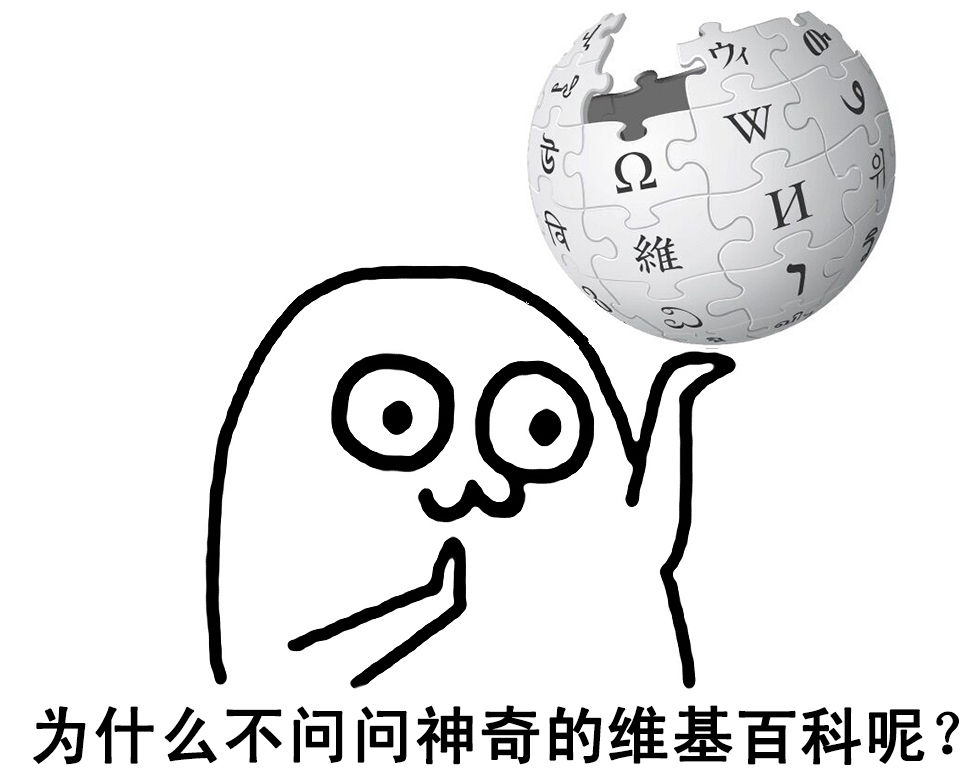
另一张表情图示例

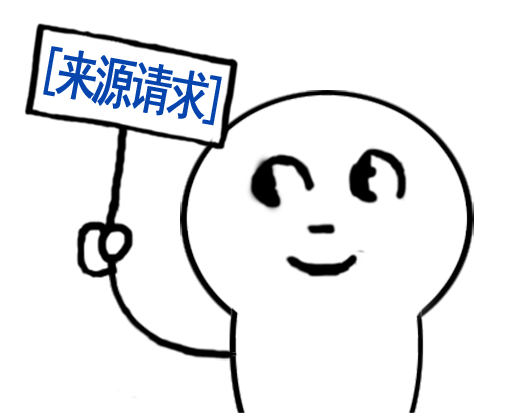
“来源请求”，维基百科的编者经常使用的一个术语

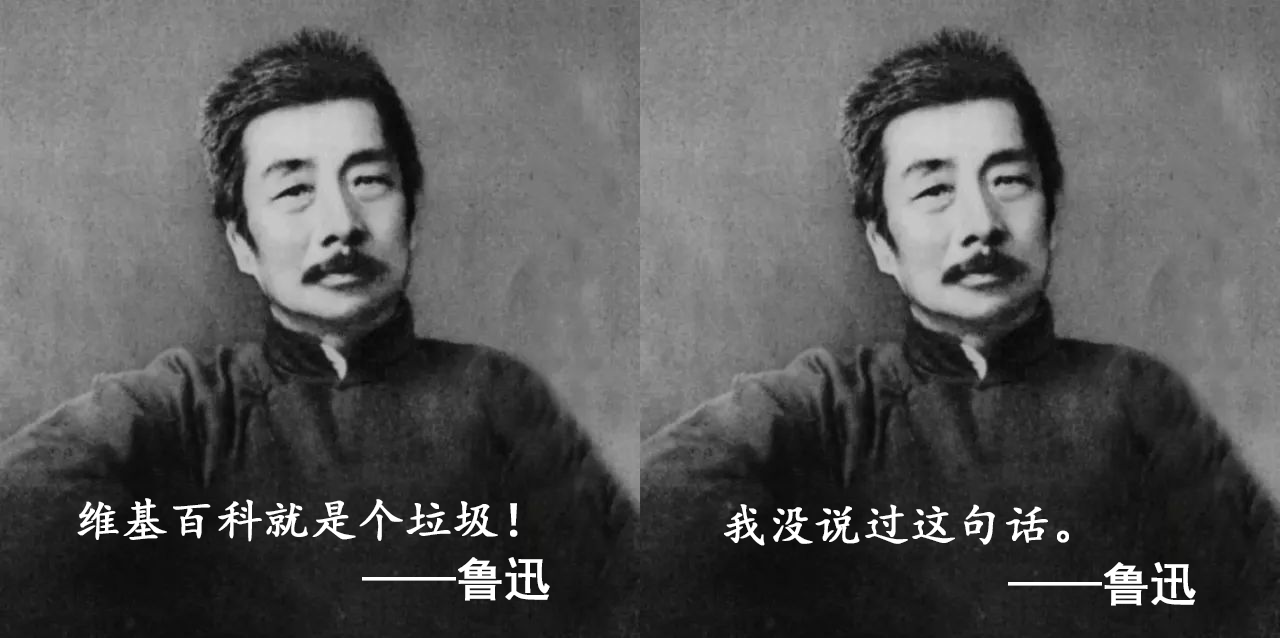
一张恶搞鲁迅名言的表情图

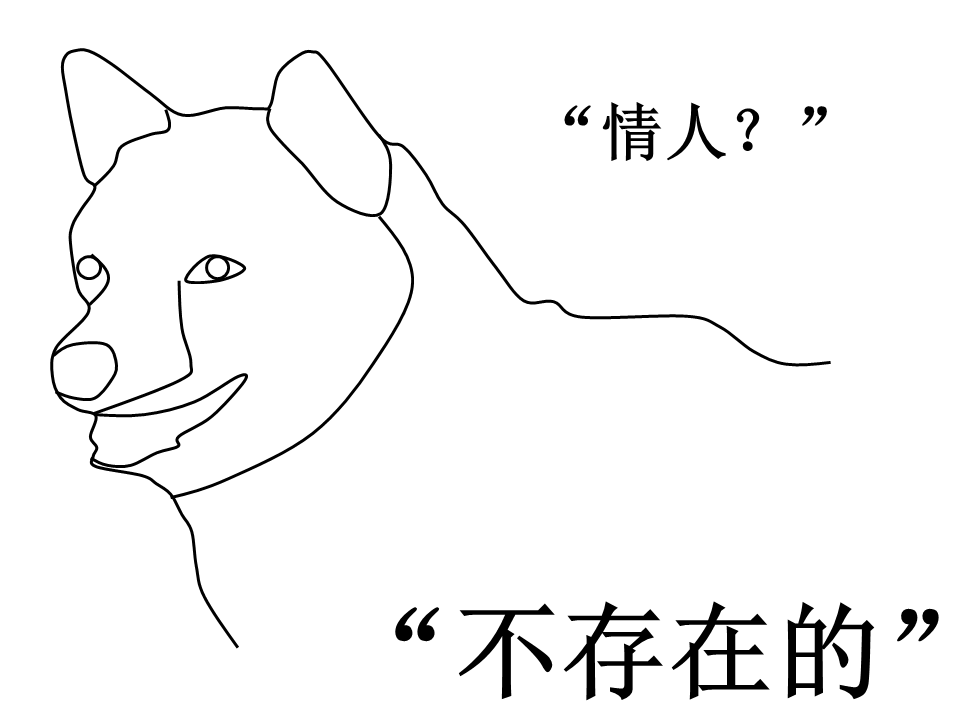
单身人士用于自嘲（自称“单身狗”）的一张表情图

表情包是以图片为媒介，在社交软件或社交网站兴起后形成的一种流行文化。通常以时下流行的名人、语录、漫画、影视截图等素材，配上傳達主旨或解釋圖片的文字，用以表达特定的情感或觀點。为迷因的一种。

## 历史
1982年9月19日，史考特·法尔曼率先于卡内基梅隆大学的计算机科学BBS上使用了“:-)”及“:-(”的文字符号，是颜文字出现于网络世界的开端，也被认为是表情符号的鼻祖。1999年，当时隶属于日本NTT DOCOMO公司的栗田穰崇创造了第一个应用于移动通信的“绘文字”（emoji）表情符号。在中国大陆，腾讯QQ2003版推出了一套表情，并开始被用户广泛使用。2015年腾讯通过QQ统计的《中国网民表情报告》显示，2014年QQ全年表情发送量超过5338亿次，8亿多QQ网民中，超过90%在聊天时使用过表情。
图片式的表情贴图于2011年在日本作为Line的一部分功能出现。2011年日本東北地方太平洋近海地震后，日本电讯网络阻塞，而Line的在线语音、聊天机制效果更加。Line于2012年大幅增加了市场份额和表情包的种类，出现了一些爆红表情包角色。也有观点认为，图片式的表情包源自2007年出现的“暴走漫画”（Rage Comic，或称“哏漫”），之后很多让用户自己生成暴走漫画或者给暴漫表情配文字的网页工具也开始走红。
现在，表情包已不仅限于社交软件自带的表情，以知名人物、影视动漫截图或流行语为主题的表情包也大量出现，如“金馆长”（韩国电影《金馆长对金馆长对金馆长》中崔成国饰演的金馆长的一个似笑非笑的表情）、张学友（香港电影《旺角卡门》中张学友扮演的“乌蝇”威胁万梓良扮演角色“Tony”时说出台词“食屎啦你”时的表情）、电视剧《还珠格格》（1998年版）中的“福尔康”及黄子韬等。一些软件开发者甚至推出了“斗图神器”，以便于用户更方便地制作表情包。一些社交软件也开始推出明星主题表情包，如微信在2015年7月开始推出明星真人表情，包括Angelababy、鹿晗、邓超、王祖蓝在内的众多艺人都在微信推出了以自己为主题的表情包。

## 种类
表情包图片基本可以依據使用者的群體作為分類，如長輩圖、各個次文化圈的表情包等。例如膜蛤的網友會使用惡搞江澤民的表情包，而這些表情包在其他人看來可能毫無意義。

### 流行圖文

#### 程式内建
Facebook、Whatsapp、Line、Telegram、微信、Discord等即時通訊軟體有内置的图片表情功能，有些是免费即可使用，有些則須付费下载。此類型的贴图表情包有时以流行人物作为主题，如Hello Kitty、鸟哥、《卑鄙的我》等。

2013年前，这类贴图主要于亚洲流行。随着Line等公司的成功，美国出现了Swyft媒体、Hi-Art等专门售卖贴图的公司。Line的2013年财报显示，其有三成收益来自出售贴图。

#### 收藏
在QQ、微信等中國內地網民聚集的即時通訊程式中，用戶的表情包大多是由其他用戶發送後收藏、保存得來。除此之外，在貼吧、即刻等討論區中，亦有專門分享用戶自製的表情包的模塊。通常這些表情包具有複雜的版權問題。

### 中老年表情包

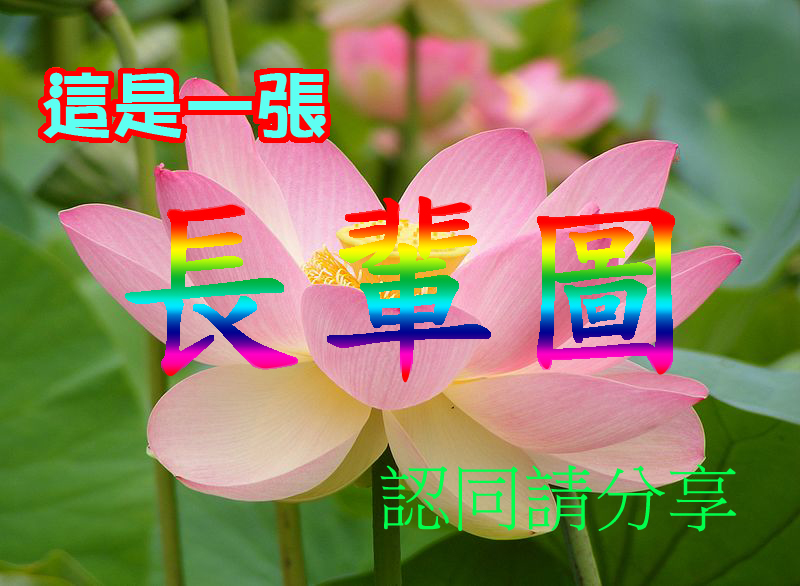
“中老年表情包（图）”（台湾又称“长辈图”）示例

長輩圖（台湾叫长辈图）一般指的是图案方正、颜色艳丽、视效绚丽夸张，内容以寒暄問暖、祝福等喜庆元素为主题，受众多为中老年齡層的網路使用者。由于制作表情包所需一定的电脑技术要求，中老年表情包的主要制作者依旧以年轻网民为主。不过在台湾，有许多参加过社区举办的电脑美工软体班的中老年人士都学会了制作长辈图的原理和过程，成为了长辈图重要的发源地之一。
此类表情包主要被用來简单直白地表达關心祝福，取代一般以文字表達的方式。使用方式和場景于年轻网民群体的不同，因而造就了使用该表情包群体的独特审美特征。而由于年轻一代在互联网大潮下导致的审美观、世界观的不同，因此对构图老土、内容保守的长辈图容易感到排斥，在同儕之間极少使用。不過有許多年轻网民會透過模仿其美術風格以及常搭配的字詞 （如「認同請分享」）製作出看似長輩圖的梗圖，以達到惡搞、諷刺的效果。

### 蘑菇头
蘑菇头表情包是中国大陆使用广泛的表情包之一，由吴武泽基于自行创作的“小鱼儿”形象改编，并加上人脸绘制。吴武泽称他的公司已得到崔成国和德安杰洛·德内罗的肖像权。

### 英语表情包

“英語哏图”示例

在英语世界，表情包被称为image macro（直译为宏生成的图像）。英语表情包的特点是使用較粗、易讀的字體（如Impact字形）。

## 评价

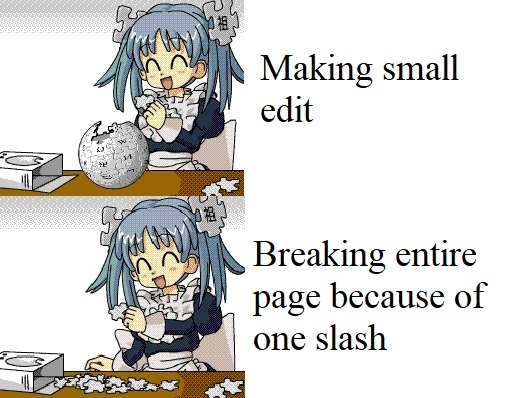
反映维基百科页面被破坏的网络迷因

有分析称，这些图片表情包能够很好地实现在人际交流中传达情绪、调节气氛的功能。同时，这些图片在内容上往往来源于年轻人所熟悉的动漫畫、影视等流行文化产品，因此更容易得到年轻人的接纳和喜爱。
部分被做成表情包的明星对此也乐于接受，如张学友就表示：“可能大家不想看我严肃的样子，其实我私下也很幽默，只是没什么机会去表达。”而因在电影《金馆长对金馆长对金馆长》中主角“金馆长”的夸张表情而成名的崔成国甚至在个人微博晒出与“金馆长表情包”合影的照片。香港演员梁健平对“有钱为所欲为”的走红表示“非常过瘾”，但自己从来不会用这个表情包。也有明星表示不能接受，在1998版《还珠格格》扮演“福尔康”的周杰就公开声称表情包“很低俗”。而歌手韓紅更是表示她感到很悲哀，表情包流傳顯示出年輕人價值觀已經扭曲。
另外，使用名人图片、劇照等制作的表情包會涉及肖像权纠纷。例如演員葛優就因為自己在電視劇中的“葛優躺”等動作被做成表情包而先後起訴製作方重慶滿橙至盈電子商務股份有限公司以及推送者如中國平安旗下電子錢包“壹錢包”、藝龍旅行網等。起訴製作方時，葛優要求該公司刊登公開道歉聲明，並賠償損失人民幣150萬元，精神損害撫慰金人民幣10萬元，後獲賠25萬元。在起訴推送方時，葛優要求其刪除推送並賠禮道歉，同時賠償相應經濟損失。